# میهکل کیروس
میهکل کیروس (استونیایی: Mihkel Kirves؛ زادهٔ ۶ دسامبر ۱۹۹۶) بازیکن بسکتبال اهل استونی است.